# SN 1996C
SN 1996C – supernowa typu Ia odkryta 13 lutego 1996 roku w galaktyce M+08-25-47. Jej maksymalna jasność wynosiła 16,53m.